# Análisis químico toxicológico
El análisis químico toxicológico es el conjunto de procesos de análisis químico cuyo objetivo es aislar, identificar y determinar de forma cuantitativa las sustancias tóxicas, para realizar el diagnóstico de la intoxicación y para evaluar la presencia de tóxicos en la muestra y buscar los posibles agentes etiológicos de un cuadro clínico de intoxicación.
Es imprescindible disponer de métodos analíticos con dos propiedades importantes: la sencillez en el manejo de las muestras y la rapidez en aportar respuestas.
El análisis químico toxicológico también es muy importante en la investigación de accidentes, como accidentes laborales, ahogamientos, electrocuciones, accidentes de barco, tren o avión, así como sobredosis accidentales; puesto que, es posible que muertes aparentemente accidentales puedan ser suicidios y que puedan ocurrir muertes naturales en circunstancias que parecen accidentes.

## Muestras para el análisis toxicológico
En las muestras se debe buscar la presencia de un producto exógeno (xenobiótico) para establecer un diagnóstico y/o controlar la efectividad del tratamiento terapéutico.
Características• Buen estado: debemos evitar la posible degradación, su putrefacción (favorecería la redistribución post mortem), o su evaporación (si tratamos un a muestra de orina esta adquiriría una concentración mayor del tóxico
• Representativas del conjunto: ocurre, por ejemplo, en el caso de las muestras de orina. Como son de fácil recolección, podremos recoger gran cantidad.
• Homogéneas:  la concentración sea la misma en todas las alícuotas que cojamos
.
Tipos
- Fluidos biológicos: sangre, orina, contenido gástrico (vómito, líquido que procede de un lavado gástrico), saliva…
- Tejidos: hígado, riñón, cerebro, uñas, pelos, estómago, vesícula biliar, pulmón… Se usan mayoritariamente en la toxicología forense. En la toxicología clínica es necesario realizar una técnica invasiva para obtener la muestra de tejidos (se intenta evitar).
- Productos sospechosos de ser la causa de la intoxicación: medicamentos, bebida, comida…
- Aire: importantes en toxicología ambiental o laboral.
- Muestras del ecosistema: sedimentos de animales, aguas, plantas, animales, productos que proceden de ellos…[4]

## Modalidades del ensayo químico toxicológico
1. Cuando se sospecha de un tóxico. Puede realizarse por: 
- Separación del medio
- Técnicas de identificación directas (sin separación). Solo se puede usar en muestras poco complejas o con técnicas muy especiales como inmunoensayos, cromatografía de líquidos, etc.

2. Cuando no se sospecha de ningún tóxico (se deben buscar todos). Antes de cuantificar se necesita identificar el tóxico. Para ello se requiere una sistemática analítica toxicológica general:
1. Separación o extracción del tóxico de la muestra problema
2. Fraccionamiento del extracto
3. Purificación de los extractos obtenidos
4. Detección de la sustancia xenobiótica
5. Identificación del tóxico
6. Determinación o valoración cuantitativa[5]
7. Interpretación de resultados y elaboración de un informe toxicológico.

## Características del análisis según el tipo de laboratorio
Se precisan análisis químicos toxicológicos en laboratorios de toxicología analítica clínica, forense, laboral y ambiental. En función del tipo de laboratorio, las características variarán:
Urgencia
- Mayor en un laboratorio de toxicología clínica, para aplicar la terapia antitóxica al paciente cuanto antes. Los laboratorios de toxicología clínica deben trabajar de forma coordinada con los servicios de urgencia, debido a la gran variedad de sustancias con las que se puede intoxicar un individuo, y para determinar las causas de las intoxicaciones más frecuentes en su medio local.[2]
- Menor en un laboratorio forense, ya que analizamos un cadáver.

Información previa (anamnesis). La orientación inicial permitirá abordar mejor el análisis. El paciente puede indicar lo que ha comido o bebido, si ha ingerido algún medicamento (toxicología clínica), cuál es su lugar de trabajo o a qué agentes está expuesto (toxicología laboral y ambiental).
Tipo de muestra. En toxicología clínica se usan muestras de orina, sangre, saliva. En toxicología forense sobre todo muestras de tejidos (hígado, riñón, cerebro, uñas, pelos). En toxicología ambiental muestras de agua, de vegetales, de mamíferos, etc.
Concentración de la muestra. Son generalmente más bajas en los casos clínicos (especialmente en las intoxicaciones subagudas y crónicas) que en los casos forenses (generalmente de intoxicación sobreaguda y muerte inmediata).
Tipo de determinación. Puede ser: 
- Cualitativa: Cuando sólo se necesita saber si en la muestra hay o no un xenobiótico (toxicología forense). En algunos casos, la presencia del mismo ya indica intoxicación, y esto permite llegar al diagnóstico.
- Cuantitativa: Cuando se necesita saber la concentración en la que se encuentra el tóxico para establecer si hay o no intoxicación. En toxicología clínica es necesaria la determinación cuantitativa para determinar la gravedad de la intoxicación, y así deducir las medidas terapéuticas más convenientes.[5]

## Fases del análisis químico toxicológico
1. Fase preanalítica
Incluye todo lo que tiene que ver con la muestra.
Toma de la muestra, envío al laboratorio, recepción y registro de la misma y su documentación, almacenaje hasta la realización del análisis, homogeneización de la muestra (si fuera necesario).
Además, en esta fase se procede al estudio de la información sobre la presunta intoxicación, incluyendo los antecedentes (sospechas, medicaciones, actividad laboral del intoxicado…), así como los datos clínicos suministrados por el médico que lo atendió. Se decide la prioridad del análisis.
2. Fase analítica
La muestra se divide en cuatro partes, una para aislar cada grupo de sustancias (tóxicos volátiles, orgánicos e inorgánicos) y otra de reserva.

2.1 Separación de tóxicos volátiles.
- Destilación: constituye el método clásico pero en la actualidad está en desuso.
- Microdifusión: es un sistema de cámara cerrada. Consiste en dos compartimentos ubicados de modo que en uno colocamos un fijador o atrapador (solvente puro) y en el otro la sustancia a volatilizar. Al hacer hermética la cámara se establecerá una corriente del gas desde el compartimento donde esta la muestra hasta el fijador. Esto se debe a las diferentes tensiones del gas en ambas superficies.
- Cámara de vapores en equilibrio con el líquido (espacio en cabeza) la muestra se encuentra en un vial y calentamos con etanol o hidrocarburos. De esta manera, las sustancias pasarán al espacio entre el tapón y el líquido. Usando un tapón perforable, introducimos una jeringuilla para recoger los compuestos y la introducimos en una cromatrografía gaseosa. En muchas ocasiones y dependiendo del compuesto se requiere una reducción, alcalinización o reducción previa de la muestra.

2.2 Separación de tóxicos inorgánicos.
Para realizar este proceso se realiza un paso previo, que puede ser mineralización o desproteinización 
- Mineralización: consiste en destruir la materia orgánica. Existen varios procesos por los que podemos realizarlo: mediante incinerización por calor, fusión alcalina, utilizando una sustancia muy básica (ej: NaOH) o por oxidación, utilizando ácidos fuertes (ej: ácido nítrico o ácido sulfúrico)
- Desproteinización: consiste en eliminar las proteínas, las cuales son también compuestos orgánicos. Este proceso se realiza con ácido tricloroacético (TCA), el cual provoca que las proteínas precipiten y se puedan eliminar por centrifugación.

Una vez realizado el paso previo, seguiremos separando el tóxico inorgánico de la muestra total, esto se puede realizar por formación de quelatos o bien por métodos electrolíticos o polarográficos:
-Formación de quelatos: consiste en utilizar reactivos orgánicos, los cuales forman quelatos con la materia inorgánica, separamos estos quelatos y tendríamos los elementos inorgánicos aislados de la muestra. (ej: Metales como As, Cu, Hg, Pb)
-Métodos electrolíticos o polarográficos: consiste en utilizar propiedades electroquímicas de elementos inorgánicos que queremos aislar para conseguir separarlos de la muestra. (ej: Metales como As, Bi, Hg)

2.3 Separación de tóxicos orgánicos
En este caso podemos tratar previamente la muestra o no, en el caso de realizar el tratamiento previo este será por desproteinización o por liberación de conjugados:
- Desproteinización: consiste en eliminar las proteínas, las cuales son también compuestos orgánicos. Este proceso se realiza con ácido tricloroacético (TCA), el cual provoca que las proteínas precipiten y se puedan eliminar por centrifugación.
- Liberación de conjugados: consiste en hacer que los compuestos orgánicos formen conjugaciones con otros componentes de la muestra, se puede realizar por vía química o por vía enzimática, aunque se utiliza preferentemente la vía enzimática ya que es menos agresiva y evita la degradación de compuestos lábiles, un problema que no podemos evitar por la vía química.
Una vez realizado el paso previo, seguiremos separando el tóxico orgánico de la muestra total por métodos de separación, pueden ser 3 tipos:
- Extracción líquido-líquido o sólido-líquido con disolventes apolares (n-hexano, éter etílico..) o polares (agua, alcohol..)
-Extracción por métodos cromatrográficos: son muy útiles ya que nos permiten separar e identificar.
-Separación por electroforesis capilar
En la separación de tóxicos orgánicos las muestras suelen ser muy complejas, por tanto normalmente realizaremos posteriormente un proceso de purificación del extracto mediante:
-Precipitación de proteínas
- Coagulación
-Cromatografía
-Digestión enzimática
3. Interpretación de los resultados y realización de un informe
Se realiza observando la información clínica y toxicológica y/o en colaboración con un médico toxicólogo.
No es necesario que el informe llegue a un diagnóstico definitivo, que correspondería al médico clínico o forense según el caso, pero debería proporcionar una base para ello. Si fuera necesario podrían realizarse nuevos análisis de las mismas muestras o de otras, por ello, éstas deben conservarse adecuadamente un tiempo prudencial, manteniendo en todo momento la cadena de custodia.

## Cadena de custodia de la muestra
Conjunto de procesos que se engloban desde la toma de la muestra, hasta que esta llega al laboratorio para su análisis. Consiste en realizar un seguimiento de la muestra para que está llegue en las condiciones óptimas y nos permita obtener resultados precisos y significativos.
Tras la toma de la muestra, esta debe ser correctamente, transportada, almacenada y preparada para su posterior análisis.  El objetivo es evitar todos los errores posibles que no deriven del método analítico.
Etapas en la cadena de custodia:
-Localización, extracción y recopilación de la muestra.
-Conservación
-Transporte
-Cesión al laboratorio para su análisis
-Preparación
-Custodia hasta el final del proceso
Con frecuencia, los informes judiciales que se emiten con los resultados de las investigaciones, pueden estar sujetos a rechazos legales acerca de su veracidad, no por razones analíticas relacionadas con el método, sino porque las muestras pueden generar dudas acerca de su identificación, procedencia, del sujeto investigado... En consecuencia, todo lo que le sucede a la muestra desde su recolección, hasta su análisis, pasando por el transporte, almacenaje y preparación previas, tiene que estar perfectamente documentado.
Todos los laboratorios de Análisis químico toxicológico, deben disponer de un sistema documental que garantice la cadena de custodia de las muestras. Los datos registrados son:
-Nombre del paciente
-Fecha y hora de la recolección de la muestra
-Naturaleza de la muestra y cantidad
-Fecha y hora de la recepción de la muestra
-Nombre de la persona que la recibe
-Agencia o persona que la entrega
-Número de registro que se le da a la muestra al entrar en el laboratorio
-Documentación: quién solicita el análisis, qué se busca..
-Lugar de almacenamiento de la muestra hasta su análisis, por ejemplo, refrigerada, congelada..
-Destino posterior: se destruirá, se va a guardar para realizar un análisis posterior..
De esta manera, si ocurre algún problema podamos detectar la escala o el nivel al que se ha producido